# Cipriano de Rore

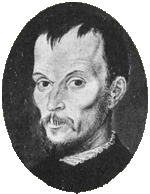
Cipriano de Rore

Cipriano de Rore, född 1516 i Antwerpen, död 1565 i Parma, var en nederländsk kontrapunktist, verksam under renässansen i den nederländska skolan.

## Biografi
Cipriano de Rore var lärjunge till Adrian Willaert i Venedig, blev kapellsångare vid Markuskyrkan där, var hovkapellmästare hos Alfonso II d'Este i Ferrara 1553-58, hovkapellmästare i Parma 1561-63 och 1564-65, dessemellan ett år kapellmästare i Markuskyrkan. 
Han räknas bland de mest betydande av sin tids tonsättare och var en bland de första som i praxis tillgodogjorde sig de experiment med kromatiska toner, som Willaert och Zarlino anställde. Hans madrigaler trycktes (1577) i partiturform, på den tiden en stor sällsynthet. Rore skrev även flera böcker motetter, mässor, psalmer o. s. v.

## Verkförteckning

### Sekulär musik
- I madrigali (Venedig, 1542, fem röster)
- Il primo libro de madregali cromatici (Venedig, 1544, fem röster; utvidgning av publikationen 1542)
- Il secondo libro de madregali (Venedig, 1544, fem röster)
- Il terzo libro di madrigali, (Venedig, 1548, fem röster)
- Musica ... sopra le stanze del Petrarcha ... libro terzo (Venedig, 1548, fem röster)
- Il primo libro de madrigali (Ferrara, 1550, fem röster) (innehåller också chansoner på franska)
- Il quarto libro d'imadregali (Venedig, fem röster)
- Il secondo libro de madregali, (Venedig, 1557, fyra röster)
- Li madrigali libro quarto, (Venedig, 1562, fem röster)
- Le vive fiamme de' vaghi e dilettevoli madrigali, (Venedig, 1565, fyra och fem röster) (innehåller också sekulrära stycken på latin)
- Il quinto libro de madrigali (1566, fem röster) (innehåller också sekulära stycken på latin)
- Flera andra verk i antologier, mellan 1547 och 1570

### Sakral musik
- Motectorum liber primus (Venedig, 1544, fem röster)
- Motetta (Venedig, 1545, fem röster)
- Il terzo libro di motetti (Venedig, 1549, fem röster)
- Passio ... secundum Joannem (Paris, 1557; två till sex röster)
- Motetta (Venedig, 1563, fyra röster)
- Sacrae cantiones (Venedig, 1595; fem till sju röster)